# Bound
Bound er en EP med elektro-rockbandet Turboweekend, udgivet gratis på bandets hjemmeside i november 2010.

## Numre
- "Now" (feat. Tahita Bulmer fra New Young Pony Club)
- "Into The Pavement" (feat. Casper Clausen fra Efterklang)
- "Lost And Found"
- "Drums In The Dark" (feat. Coco Malaika fra Quadron)
- "Spider Of Light" (feat. August Rosenbaum)
- "Heaven" (kun på vinyl-udgaven) – Covernummer af Talking Heads